# Infanterie-Regiment „König Wilhelm I.“ (6. Württembergisches) Nr. 124
Das Infanterie-Regiment „König Wilhelm I.“ (6. Württembergisches) Nr. 124 war von 1807 bis 1919 ein Verband der Württembergischen Armee.

## Geschichte

### Name
Das Regiment wurde 1807 als Infanterie-Regiment „Kronprinz“ aufgestellt aus dem Bataillon „Kurprinz“ (zu diesem seit 1803 bestehenden Bataillon kam ein zweites dazu). 1811 wurde es umbenannt in Infanterie-Regiment Nr. 6 Kronprinz. Im Russlandfeldzug 1812 wurde das Regiment ganz aufgerieben, aber im gleichen Jahr mit demselben Namen neu aufgestellt. Im Feldzug Frankreichs gegen Russland und Preußen 1813 sank die Stärke des Regiments auf eine Kompanie, das Regiment wurde danach erneut mit demselben Namen wieder aufgestellt. Die Verluste im Feldzug gegen Napoleon 1814 wurden ausgeglichen, indem Mannschaften der aufgelösten Landregimenter 4 und 5 eingegliedert wurden.
Mit der Militärreform 1817 fiel der Zusatz weg und das Regiment hieß ab 31. März 1817 6. Infanterie-Regiment. Durch einen Erlass König Karls vom 19. Dezember 1864 wurde an die frühere Tradition angeknüpft und so die Namen einiger Regimenter erweitert, das Regiment erhielt einen Zusatz zur Erinnerung an seinen ehemaligen Regimentsinhaber und hieß nun 6. Infanterie-Regiment König Wilhelm.
Nach Abschluss der Militärkonvention mit dem Norddeutschen Bund vom 21./25. November 1870 erhielt es wie alle württembergischen Truppenteile zur Unterscheidung von Truppenteilen anderer deutscher Staaten am 2. Oktober 1871 den entsprechenden Zusatz 6. Württembergisches Infanterie-Regiment König Wilhelm. Am 18. Dezember 1871 erhielten alle württembergischen Regimenter zusätzliche Nummern. Diese entsprachen der fortlaufenden Nummerierung aller Regimenter des Deutschen Heeres, unabhängig von ihrer Zugehörigkeit zu einem der Kontingente, das Regiment erhielt die Nummer 124: und wurde fortan als 6. Württembergisches Infanterie-Regiment „König Wilhelm“ Nr. 124 bezeichnet. Alle Truppenteile erhielten am 14. Dezember 1874 die Namen in der endgültigen Schreibweise und Nummerierung: Infanterie-Regiment König Wilhelm (6. Württembergisches) Nr. 124. Nach der Thronbesteigung König Wilhelms II. 1891 wurde der Name des Regiments ergänzt, da sich der bisherige Zusatz auf König Wilhelm I. (1816–1864) bezog. Damit war der letzte Name Infanterie-Regiment König Wilhelm I. (6. Württembergisches) Nr. 124.
Die Tradition übernahm in der Reichswehr durch Erlass des Chefs der Heeresleitung General der Infanterie Hans von Seeckt vom 24. August 1921 die 9. Kompanie des 13. (Württembergischen) Infanterie-Regiments.

### Garnisonen
- 1807: Stuttgart
- 1810: Ludwigsburg
- 1811: Heilbronn
- 1813: Ellwangen, Ludwigsburg
- 1814: Ulm
- 1815: Ludwigsburg
- 1833: Ulm[2]
- 1842: Stuttgart
- 1871: Ulm
- 1898: Weingarten

### Teilnahme an Gefechten und Kampfhandlungen
- 1809 auf Seiten Frankreichs gegen Österreich in der Division Vandamme. Stärke rund 1.200 Mann.
- 1812 auf Seiten Frankreichs gegen Russland im Armeekorps Ney, Stärke rund 1.400 Mann. Nach der Schlacht von Borodino wurden die Reste der württembergischen Infanterie in 3 Bataillone formiert, die Reste des Regiments bildeten die 3. und 4. Kompanie des I. Bataillons. Am 21. November 1812 war das Regiment noch ein Corporal und drei Mann stark. Alle Fahnen wurden jedoch zurückgebracht.
- 1813 auf Seiten Frankreichs gegen Russland/Preußen im IV. Armeekorps Bertrand, Stärke rund 1.400 Mann, zurück kamen 4 Offiziere und 60 Unteroffiziere und Mannschaften. Nach der Schlacht bei Dennewitz wurden die Reste der württembergischen Infanterie in drei Bataillone formiert. Die Reste des Regiments bildeten das III. Bataillon, aus dem nach der Schlacht bei Wartenburg noch eine Kompanie formiert wurde. Alle Fahnen wurden zurückgebracht.
- 1814 gegen Frankreich mit der Hauptarmee (württembergisches Korps im IV. Korps), Stärke 1.434 Mann.
- 1815 gegen Frankreich im III. Korps der Oberrhein-Armee, Stärke rund 1.400 Mann.
- 1848 in Baden gegen Revolutionäre. Im Gefecht bei Dossenbach am 27. April schlug die 6. Kompanie des Regiments die Reste der Deutschen Legion unter Georg Herwegh und zerstreute sie.
- 1849 in Schleswig-Holstein und in Baden, Stärke rund 1.800 Mann. Keine Kampfhandlungen.
- 1866 gegen Preußen, Stärke 13 Offiziere und Fähnriche, 853 Unteroffiziere und Mannschaften. Das Regiment besetzte kampflos Sigmaringen (preußischer Regierungsbezirk).
- 1870/1871 gegen Frankreich. Das Regiment war in einer Stärke von 28 Offizieren, 195 Unteroffizieren, 95 Musikern und 1.812 Mannschaften in der Etappe eingesetzt. Verluste: 5 Gefallene, 46 Verwundete, 2 Vermisste (siehe auch Täuschung beim Käferholz).
- 1900 am zweiten internationalen Expeditionskorps in China nahmen 3 Offiziere, 2 Unteroffiziere, 2 Musiker und 42 Mann des Regiments teil. Dort verstarb ein Musiker.
- 1904/1906 am Kampf gegen die Herero nahmen ebenfalls Soldaten des Regiments in nicht bekannter Stärke teil. Verluste: 1 Gefallener, 3 Verwundete, 1 Verstorbener.
- Im Ersten Weltkrieg kämpfte das Regiment nur im Westen.

Das XIII. württembergische Armee-Korps kämpfte in den Argonnen. Im Dezember 1915 wurde die 27. (württ.) Division mit dem XII. (württ.) Armeekorps nach Flandern verlegt. Dort erstürmte das Regiment am 14. Februar 1916 die Große Bastion am Lys-Kanal und war danach im Rahmen der Division an der Schlacht an der Somme beteiligt. Am 11. April 1917 schlug die 27. (württ.) Division in der Schlacht von Arras bei Bullecourt am 11. April 1917 einen Angriff australischer Truppen der First Australian Imperial Force zurück, nahm dabei 28 Offiziere und 1.150 Mann gefangen und erbeutete 80 Maschinengewehre. Sie hielt bis zum 5. Mai ihre Stellung gegen drei englische Divisionen. Auch in der Zweiten und Dritten Flandernschlacht war die Division eingesetzt. Während der Deutschen Frühjahrsoffensive 1918 stieß sie in der Operation Michael bis Aveluy vor. In den Rückzugskämpfen ging sie auf die Antwerpen-Maas-Stellung zurück, von wo sie nach dem Waffenstillstand von Compiègne zu Fuß den Rückmarsch über Boppard, Limburg an der Lahn, Nauheim nach Sennfeld antrat. Von dort erreichte sie ihre Garnisonen im Eisenbahntransport.
Bei insgesamt rund 3.400 eingesetzten Soldaten des Regiments betrugen die Gesamtverluste 535 Mann.

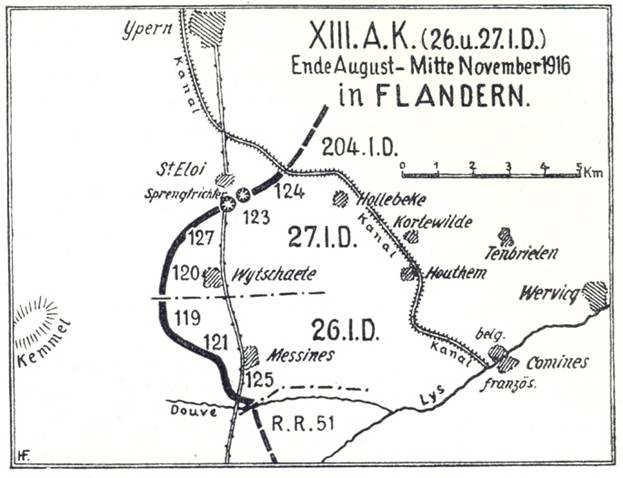
XIII. (württ.) A.K. 1916 in Flandern
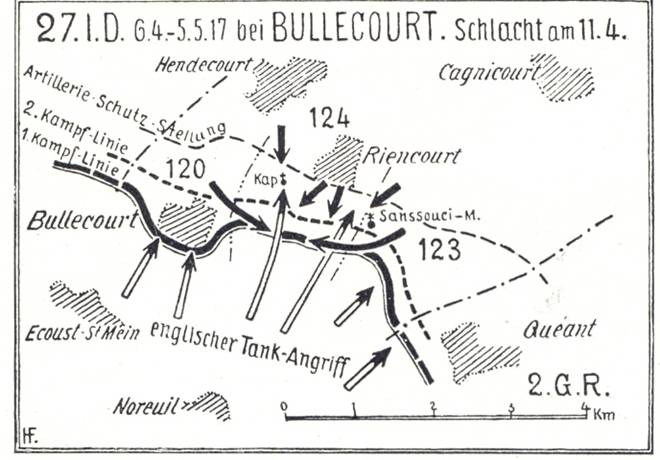
27. (württ.) Inf.Div. in der Arrasschlacht 1917
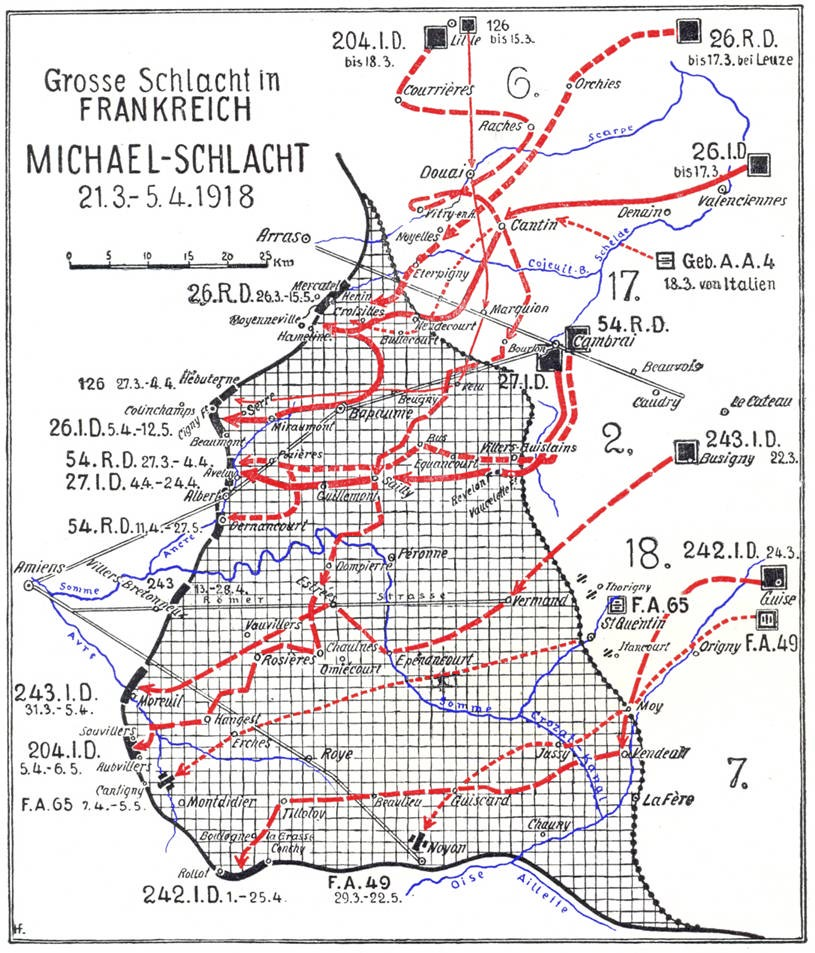
Operation Michael in der deutschen Frühjahrsoffensive (Kaiserschlacht)1918
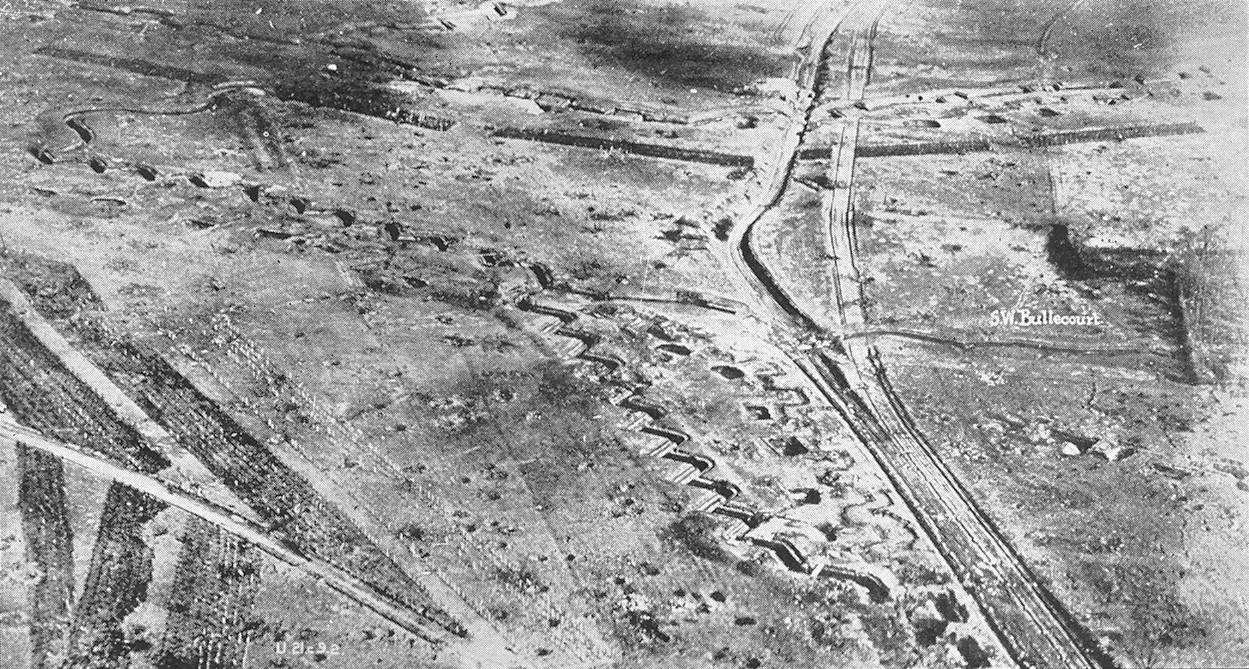
Siegfried-Linie bei Bullecourt 1918

„Am 18. Dezember. 9 Uhr vormittags, erreichten die Hauptteile des Inf.-Regt. 124 von Ulm her die Ausladestation in Niederbiegen. Von dort Marsch und feierlicher Einzug in Weingarten. Die Stadt war festlich geschmückt, unter dem Jubel der Bevölkerung zog das Regiment unter Vorantritt der Kriegervereine durch die Straßen. Auf dem Hirschplatz begrüßte Stadtschultheiß Reich mit einer tiefempfundenen Rede die Heimgekehrten, ihm sprach der Regimentskommandeur in seiner Antwort den Dank für den Empfang aus. Nach einem Vorbeimarsch auf dem Kasernenhof bezogen die Bataillone die Kasernen.“

### Sonstiges
- 1907 und 1908 errang die 9. Kompanie den Königspreis.

## Auftrag
Das Regiment hatte den Auftrag, den infanteristischen Feuerkampf zu führen. Im Frieden wurden die Soldaten hierzu an entsprechenden Waffen sowie als Krankenträger ausgebildet.

## Organisation

### Verbandszugehörigkeit
Bis 1816 gab es in Württemberg im Frieden keine Großverbände. Solche wurden nur für einzelne Feldzüge zusammengestellt.
Mit der grundlegenden Neuorganisation 1817 wurde das württembergische Heer erstmals auch im Frieden in Großverbände gegliedert. Das Regiment bildete zusammen mit dem 5. Infanterie-Regiment die 3. Brigade in der 2. Division. Im Juli 1849 wurde wieder eine Neugliederung des württembergischen Heeres befohlen. Die Infanterie wurde in nur einer Division (ohne Nummer) zusammengefasst.
Von 1871 bis 1914 gehörte das Regiment zur 53. Infanterie-Brigade (3. Königlich Württembergische) in Ulm, (27. Division (2. Königlich Württembergische), XIII. (Königlich Württembergisches) Armee-Korps, 5. Armee).
Im Ersten Weltkrieg blieb die Friedensgliederung zunächst bestehen. Ende September wurde kurzfristig aus je einem Bataillon der Infanterie-Regimenter 120, 123 und 124 das Regiment Lägeler (Major im Regiment) zusammengestellt. Im Dezember wurde die 27. (württ.) Division mit dem XII. (württ.) Armee-Korps der 4. Armee Herzog Albrecht von Württemberg in Flandern unterstellt. Ab März 1917 war die 27. Division (wie alle deutschen Divisionen) selbständig, blieb aber zunächst beim neuen XIII. Generalkommando. Im April 1917 wurde sie dem XIV. Reserve-Korps unterstellt.

### Gliederung
Bis 1871 bestand das Regiment aus zwei Bataillonen.
Am 19. Dezember 1864 kam das bisherige Füsilier-Bataillon des Garde-Regiments zu Fuß als drittes (Füsilier-)Bataillon dazu, am 2. Oktober 1893 wurde das IV. Bataillon als Halb-Bataillon aufgestellt. Letzteres wurde am 1. April zur Aufstellung des Infanterie-Regiments Nr. 127 abgegeben.

#### Abgaben
- 1812 kam die Ersatz-Kompanie zum Regiment von Scharffenstein (später Infanterie-Regiment „Kaiser Friedrich, König von Preußen“ (7. Württembergisches) Nr. 125).
- 1859 wurde die 1. Kompanie zur Aufstellung des 1. Jäger-Bataillons abgegeben.
- 1864 wurden 5 Unteroffiziere und 21 Mann zur Aufstellung des 3. Jäger-Bataillons abgegeben.
- Am 31. März 1873 wurde die 8. Kompanie an das III. Bataillon Infanterie-Regiment „Kaiser Wilhelm, König von Preußen“ (2. Württembergisches) Nr. 120, am 1. Oktober die 2. Kompanie an das III. Bataillon 9. Württembergisches Infanterie-Regiment Nr. 127 abgegeben.

Alle diese Abgaben wurden durch Neuaufstellungen des Regiments wieder ausgeglichen.
Am 1. April wurde das IV. (Halb-)Bataillon an das 9. Württembergische Infanterie-Regiment Nr. 127 abgegeben.

## Bewaffnung und Ausrüstung

### Uniform

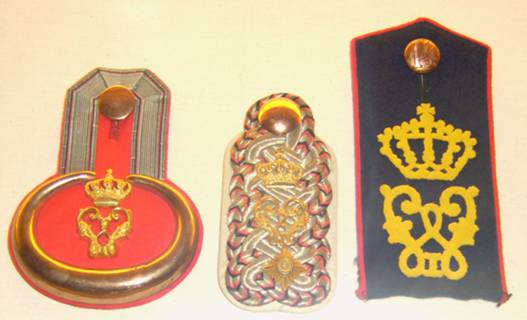
Dienstgradabzeichen des Infanterie-Regiments König Wilhelm I. (6. württembergisches) Nr. 124

- 1807: Geschlossener blauer Rock bis zur Taille mit schwarzem Kragen. An Kragen, Aufschlägen und Rabatten breite weiße Litzen. Rote Halsbinde. Schwarzer Raupenhelm mit hohem schwarzem Stutz vorn auf der Raupe, vorn gelbes Schild mit württembergischem Wappen.
- 1814: Rock wie bisher, aber weißes Futter und grüne wollene Epauletten. Schwarzer Tschako mit weißem Stutz, stahlblauem Wappen und Schuppenketten.
- 1811: Rock ohne weiße Rabatten. Tschako mit gelbem Beschlag
- 1817: Dienstrock in den Monaten November bis April eine königsblaue Kutka (bis ein Zoll oberhalb der Kniescheibe), in den Monaten Mai bis Oktober königsblauer Spenzer (bis an die Hüften), ohne Knöpfe, mit geschlossenem blauem Kragen, gelben polnischen Ärmelaufschlägen und Tuchgürtel mit einer gelben Einfassung. Gelbe Metall-Epauletten mit silbernem Halbmond und gelbem Futter aus Tuch mit weißer Kompanienummer. Schwarzes Halsband. Königsblaue, halbweite Hosen (im Sommer weiße Hosen und Gamaschen). Schwarzer Tschako aus Filz mit ledernem Deckel, vorn metallenes Schild mit Regimentsnummer und schwarz-rote Kokarde. Schwarze Bundschuhe (ab 1820 kurze schwarze Gamaschen und Schuhe). Das Lederzeug (unter den Epauletten getragen) war weiß. Hellgrauer Mantel.
- 1821: Königsblaues Colett mit zwei Reihen Knöpfen (mit Regimentsnummer) vorn, rotem geschlossenem Kragen und blauen polnischen Aufschlägen mit roter Biese. Blaue Hosen mit roter Biese.

Gemeiner des Infanterie-Regiments König Wilhelm I. (6. Württ.) Nr. 124 mit zweireihigem Waffenrock 1891 oder 1892

- 1845: Schwarzer französischer Tschako mit weißem Oberrand und dunkelblauem Busch.
- 1849: Einreihiger blauer Waffenrock mit weißen Knüpfen und rotem Kragen. Achselklappen mit Regimentsnummer.
- 1864: Dunkelblauer, rot gesäumter Rock mit zwei reihen Knöpfen, hinten vier Knöpfe, Ärmel mit roter Biese, Achselklappen mit Schulterwulst und schwarzer Regimentsnummer. Dunkelgraue Hosen. Dunkelblaue Mützen mit roter Biese. Die Epauletten entfallen, als Dienstgradabzeichen Sterne am Kragen wie in Österreich.
- 1871: Auf den Achselklappen Nr. 124. Preußischer Helm (Pickelhaube) mit württembergischem Wappen und der Devise „Furchtlos und trew“
- 1874: Uniform nach preußischen Normen, jedoch weiterhin zweireihiger Waffenrock bis 1892.
- 1890: Namenszug „W“ mit Krone auf den Achselklappen, Schulterstücken und Epauletten.
- 1891: Namenszug „W.I.“ mit Krone auf den Achselklappen, Schulterstücken und Epauletten.

### Fahne
Das Regiment erhielt seine ersten vier Fahnen durch königliche Ordre vom 26. Mai 1811. Das Tuch war blau-weiß geviert mit goldenen Franzen an allen Seiten. Auf der einen Seite befand sich der goldene gekrönte Namenszug „F.R.“, auf der anderen Seite das gekrönte württembergische Wappen mit Wappenmantel. Diese Fahnen wurden wie alle württembergischen aus dem Russlandfeldzug 1812 zurückgebracht. Die nach dem Russlandfeldzug 1812 neu aufgestellten Regimenter erhielten durch Dekret vom 11. Februar 1813 zwei neue Fahnen je Bataillon. Die alten wurden an das Zeughaus abgegeben. Wie bei allen Regimentern wurden am 4. Oktober 1818 die Fahnen durch Feldzeichen ersetzt, die durch Höchste Ordre vom 3. September 1851 wieder durch neue Fahnen ersetzt wurden. Jedes Bataillon erhielt eine Fahne aus burgunderrotem Tuch mit weißen Fransen an allen Seiten. In der Mitte der einen Seite befand sich der gold-gelbe gekrönte Namenszug „W“, die andere Seite das von einem gelben Hirsch und einem schwarzen Löwen gehaltene württembergische Wappen, auf blauem Devisenband die Inschrift „Furchtlos und trew“ sowie das weiße Kreuz des Militärverdienstordens.
Das Füsilier-Bataillon erhielt 1874 seine Fahne. Sie war wie die Fahnen von 1851, jedoch ohne Fransen und mit dem gekrönten Namenszug „F“. Sie wurde 1911 durch eine gleiche ersetzt, jedoch mit dem gekrönten Namenszug „W“.
Das IV. Bataillon erhielt 1894 seine Fahne. Sie entsprach der des Füsilier-Bataillons von 1911, blieb bei der Abgabe des Bataillons beim Regiment und wurde vom I. Bataillon als zweite Fahne mitgeführt

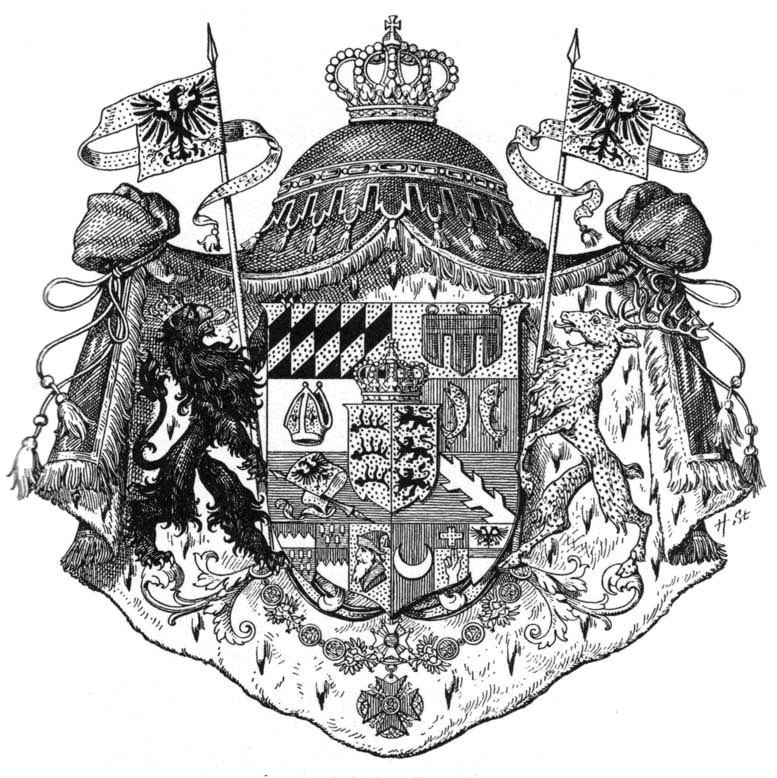
Großes Wappen König Friedrichs
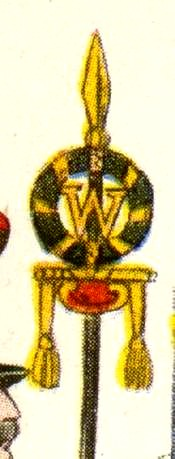
Württembergische Feldzeichen 1818
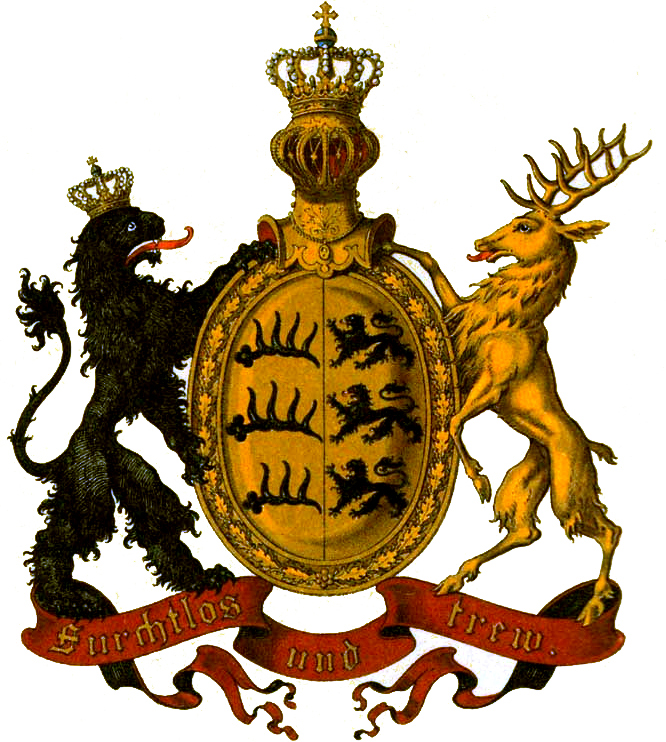
Wappen des Königreichs Württemberg

## Regimentsinhaber
Der einzige Inhaber, den das Regiment im Laufe seines Bestehens hatte, war von 1803 bis 1816 Erbprinz Wilhelm von Württemberg. Nach ihm als späterem König erhielt der Verband 1864 den Zusatz im Namen.

## Kommandeure
| Dienstgrad             | Name                               | Datum                                                             |
| ---------------------- | ---------------------------------- | ----------------------------------------------------------------- |
| Oberstleutnant/ Oberst | Friedrich von Phull                | 24. Februar 1803                                                  |
|                        | Friedrich von Franquemont          | Juni 1807                                                         |
|                        | Eugen von Roeder                   | 1808                                                              |
|                        | Christian Johann von Koch          | 13. Februar 1809                                                  |
| Oberstleutnant/ Oberst | Peter Paul von Biberstein          | 07. Juni 1811 bis 28. Februar 1812                                |
| Oberst                 | Wilhelm von Poellnitz              | 29. Februar 1812                                                  |
| Oberst                 | Leopold von Schmidt auf Altenstadt | September 1812                                                    |
|                        | Georg von Misani                   | Februar 1813                                                      |
| Oberst                 | Christian Friedrich von Mayer      | 08. Februar 1814 bis 20. November 1815                            |
| Oberst                 | Carl von Watter                    | 21. November 1815 bis 30. März 1817                               |
|                        | Karl von Franquemont               | 01. April 1817                                                    |
|                        | Adam von Landenberger              | 30. September 1823                                                |
|                        | Theodor von Klapp                  | 29. März 1835                                                     |
|                        | Wilhelm von Brand                  | 20. März 1842                                                     |
| Oberstleutnant/ Oberst | Karl Joseph Franz von Mundorff     | 12. November 1849                                                 |
|                        | von Bischoff                       |                                                                   |
|                        | Friedrich von Zimmerle             | 29. Januar 1866                                                   |
|                        | Adolf von Seubert                  | 20. Juli 1870 bis 29. Dezember 1872                               |
|                        | Friedrich Pergler von Perglas      | 30. Dezember 1872                                                 |
|                        | von Niethammer                     | 09. Februar 1878                                                  |
|                        | Wilhelm von Süßdorff               | 23. September 1879                                                |
| Oberstleutnant/ Oberst | Theodor von Sprösser               | 21. Mai 1884 bis 7. November 1886                                 |
|                        | Wilhelm von Riedel                 | 08. November 1886 bis 14. Dezember 1888                           |
| Oberstleutnant/ Oberst | Theodor von Bullinger              | 15. Dezember 1888 bis 23. März 1890                               |
| Oberstleutnant/ Oberst | Albert von Pfister                 | 10. Juni 1890 bis 9. März 1893                                    |
| Oberst                 | Immanuel von Hiller                | 10. März 1893 bis 16. Dezember 1896                               |
| Oberst                 | Friedrich von Tippelskirch         | 17. Dezember 1896 bis 14. Juni 1899                               |
| Oberst                 | Julius Müser                       | 15. Juli 1899 bis 26. Januar 1901                                 |
| Oberst                 | Franz Nowina von Axt               | 27. Januar bis 6. Juli 1901                                       |
| Oberst                 | Hugo von Schempp                   | 07. Juli 1901 bis 23. Februar 1905                                |
| Oberst                 | Friedrich von Petersdorff          | 24. Februar 1905 bis 15. Oktober 1906                             |
| Oberstleutnant         | Theodor von Wundt                  | 16. Oktober 1906 bis 26. Januar 1907 (mit der Führung beauftragt) |
| Oberst                 | Theodor von Wundt                  | 27. Januar 1907 bis 19. März 1911                                 |
| Oberst                 | Hermann von Stein                  | 20. März 1911 bis 21. April 1914                                  |
| Oberst                 | Otto Haas                          | 22. April bis 26. Dezember 1914                                   |
| Oberstleutnant         | Wilhelm Bader                      | 27. Dezember 1914 bis 5. April 1915 (in Vertretung)               |
| Oberst                 | Otto Haas                          | 06. April 1915 bis 20. April 1916                                 |
| Oberstleutnant         | Reinhold Lägeler                   | 21. April 1916 bis 3. Januar 1919                                 |
| Oberst                 | Wilhelm Bader                      | 08. Januar bis 3. November 1919                                   |

## Ehrungen
In Weingarten wurde der „Sechserweg“ nach dem Regiment benannt. Der „Sechserbrunnen“ im Sechserweg trägt die Inschrift „Unseren Sechsern“.

## Personen im Regiment
- Paul Bausch[8], Politiker
- Carl von Martens war 1809 Leutnant im Regiment (1849 Generalmajor).[9]
- Carl Ludwig Unrat (* 1. Juni 1828 in Fürfeld bei Heilbronn; † 18. Oktober 1908 in Stuttgart) trat 1843 als Freiwilliger in das Regiment ein. 1847 wechselte er als Klarinettist in das Musikkorps der 1. Infanterie-Brigade, wo er 1862 zum Musikmeister aufstieg. Unrat komponierte zahlreiche Märsche, u. a. den „König Karl–Marsch“ (Parademarsch im Schritt des Feldartillerie-Regiment (1. württ.) Nr. 13) und den „Ankunftsmarsch“ (Parademarsch in Kompaniefronten des Kgl. Bayer. 15. Infanterie-Regiments).[10]
- Erwin Rommel, der spätere „Wüstenfuchs“ des Zweiten Weltkriegs trat als Fahnenjunker in das Regiment ein und begann dort seine Laufbahn als Offizier.
- Oskar Farny, Politiker